# Euptychia burgia
Euptychia burgia är en fjärilsart som beskrevs av William Schaus 1902. Euptychia burgia ingår i släktet Euptychia och familjen praktfjärilar. Inga underarter finns listade i Catalogue of Life.